# Сьвібе
Сьвібе (пол. Świbie) — село в Польщі, у гміні Вельовесь Гливицького повіту Сілезького воєводства.
Населення — 1201 особа (2011).
У 1975—1998 роках село належало до Катовицького воєводства.

## Демографія
Демографічна структура станом на 31 березня 2011 року:
|          | Загалом | Допрацездатний вік | Працездатний вік | Постпрацездатний вік |
| -------- | ------- | ------------------ | ---------------- | -------------------- |
| Чоловіки | 556     | 116                | 384              | 56                   |
| Жінки    | 645     | 134                | 377              | 134                  |
| Разом    | 1201    | 250                | 761              | 190                  |